# Krapina (ciutat)
Krapina és una ciutat del comtat croat de Krapina-Zagorje. El 2001 tenia 4.647 habitants que vivien a la ciutat pròpiament dita i 12.950 al municipi sencer. Krapina es troba a la regió muntanyosa de Zagorje, a uns 55 quilòmetres de Zagreb i Varaždin.
El 1899, l'arqueòleg i paleontòleg Dragutin Gorjanović-Kramberger, que estava explorant un turó anomenat Hušnjak, trobà més de 800 esquelets fòssils pertanyents a un gran grup de neandertals, d'aproximadament 100.000 anys d'antiguitat. Alguns paleoantropòlegs han suggerit que es tracta de les restes d'un gran àpat caníbal.
La ciutat existeix des del 1193. Els seus governants croats i hongaresos afavoriren aquesta ciutat per construir-hi castells amb terrenys. En l'actualitat, Krapina és una ciutat ben desenvolupada, on se celebra el festival de kajkavskih popevki. Krapina es troba a prop del municipi de Krapinske Toplice (amb les aigües termals de Krapina).